# بالمولو
بالمولو (به انگلیسی: Balmullo) یک روستا در بریتانیا است که در فایف واقع شده‌است. بالمولو ۱٬۰۹۸ نفر جمعیت دارد.